# Saint-Martin-de-Valgalgues
Saint-Martin-de-Valgalgues este o comună în departamentul Gard din sudul Franței. În 2009 avea o populație de 4.162 de locuitori.

## Evoluția populației
| An        | 1975  | 1982  | 1990  | 1999  | 2006  | 2009  |
| --------- | ----- | ----- | ----- | ----- | ----- | ----- |
| Populație | 3.364 | 4.209 | 4.487 | 4.283 | 4.166 | 4.162 |